# 아모그린텍
주식회사 아모그린텍(영어: AMOGREENTECH)은 첨단소재와 기능성 부품 및 환경/에너지 시스템 등의 사업영역을 가진 소재부품 기업으로, 아모텍의 자회사이다.

## 개요
전기 자동차와 ESS 사업관련 사업을 영위한다.